# 程鑑 (永樂進士)
程鑑（14世紀—15世紀），字叔明，湖廣武昌府嘉魚縣人，明朝政治人物。

## 生平
程鑑是永樂十二年（1414年）甲午科舉人，次年（1415年）聯捷進士，獲授刑部主事，調任工部營繕司主事，陞官虞衡司郎中。大學士楊溥曾說：「我生平不敢廣交遊，海內相交者蓋有數，如程鑑者我願意交往。」他個性持重，任官恭謹而有自己見解，事情不涉及自己未會輕易發言，營繕、虞衡是繁重司處，他也應付自如，人們都佩服他，刑部侍郎曹公推薦他任用，但他卻在奉使四川時逝世。